# موج گرما (فیلم ۲۰۱۱)
«موج گرما» (فرانسوی: Après le sud‎) فیلمی در ژانر درام است که در سال ۲۰۱۱ منتشر شد.